# V-리그 올스타전 2009
NH농협 2008~2009 V-리그 올스타전은 2009년 1월 18일 서울특별시 장충체육관에서 열렸다. 2008년에 베이징올림픽 예선전 관계로 열리지 못하여 2년 만에 열린 올스타전에서 남자부는 지난 시즌 1위, 4위, 6위 팀인 대전 삼성화재 블루팡스, 구미 LIG손해보험 그레이터스, 신협상무 선수들로 구성된 K-스타팀과 2위, 3위, 5위 팀인 천안 현대캐피탈 스카이워커스, 인천 대한항공 점보스, 수원 KEPCO 45 선수들로 구성된 V-스타팀이 경기하였고, 여자부는 지난 시즌 2위, 4위, 5위 팀인 인천 GS칼텍스, 구미 한국도로공사 EX, 수원 현대건설 그린폭스 선수들로 구성된 K-스타팀과 1위, 3위 팀인 천안 흥국생명 핑크스파이더스, 대전 KT&G 아리엘즈 선수들로 구성된 V-스타팀이 경기하였다.

## 올스타전 투표 결과
남자부는 인천 대한항공 점보스의 세터 한선수가 16,030표를 획득하였고, 여자부는 천안 흥국생명 핑크스파이더스의 라이트 공격수 황연주가 16,845표를 획득하며 최다 득표의 영예를 차지하였다.
그 외 각 팀별로 포지션별 최다 득표자는 다음과 같다.

### 남자부
| 남자부   | 레프트                                                      | 라이트                      | 센터                                                     | 세터                        | 리베로                      |
| -------- | ----------------------------------------------------------- | --------------------------- | -------------------------------------------------------- | --------------------------- | --------------------------- |
| K-스타팀 | 김요한(LIG손해보험) (6,344표) 이경수(LIG손해보험) (5,430표) | 안젤코(삼성화재) (9,656표)  | 신선호(삼성화재) (8,629표) 고희진(삼성화재) (7,419표)    | 김상기(신협상무) (10,229표) | 여오현(삼성화재) (14,666표) |
| V-스타팀 | 신영수(대한항공) (8,414표) 앤더슨(현대캐피탈) (6,883표)     | 김학민(대한항공) (15,019표) | 이선규(현대캐피탈) (10,193표) 김형우(대한항공) (8,356표) | 한선수(대한항공) (16,030표) | 최부식(대한항공) (13,307표) |

### 여자부
| 여자부   | 레프트                                                | 라이트                      | 센터                                                  | 세터                       | 리베로                      |
| -------- | ----------------------------------------------------- | --------------------------- | ----------------------------------------------------- | -------------------------- | --------------------------- |
| K-스타팀 | 한유미(현대건설) (9,145표) 김민지(GS칼텍스) (6,647표) | 박경낭(현대건설) (10,770표) | 양효진(현대건설) (7,817표) 배유나(GS칼텍스) (6,356표) | 이숙자(GS칼텍스) (9,082표) | 남지연(GS칼텍스) (8,798표)  |
| V-스타팀 | 김연경(흥국생명) (13,362표) 최주희(KT&G) (5,068표)    | 황연주(흥국생명) (16,845표) | 전민정(흥국생명) (10,649표) 지정희(KT&G) (6,455표)    | 김사니(KT&G) (10,856표)    | 조상희(흥국생명) (12,457표) |

※ 굵은 글씨는 각 포지션별 최다 득표자이며 가는 글씨는 레프트 및 센터 포지션 2위 득표자이다.

## 올드스타 경기

### 선수 구성
올드스타 경기는 추억의 남녀 선수들이 혼성팀을 이루었다.
- K-스타팀: 강만수, 박종찬, 문용관 (이상 전 현대자동차서비스), 최천식, 김경운 (이상 전 대한항공), 이경석 (전 고려증권), 지경희 (전 현대건설), 장윤희, 박수정 (이상 전 호남정유), 이수정 (전 한일합섬), 이명희 (전 미도파)
- V-스타팀: 차주현, 이종경, 마낙길 (이상 전 현대자동차서비스), 류중탁 (전 고려증권), 윤정혜 (전 한일합섬), 김남순 (전 KT&G), 정선혜 (전 호남정유), 김윤혜, 강혜미, 장소연 (이상 전 현대건설), 박종숙 (전 선경인더스트리)

### 로컬 룰
올드스타들의 경기는 다음과 같은 로컬룰이 적용되었다.
- K-스타 팀과 V-스타 팀 모두 한 팀이 9명(여자 선수 5명, 남자 선수 4명)으로 구성된다.
- 남자 선수들은 후위에서만 공격이 가능하며 전위 공격은 허용되지 않는다.
- 여자 선수들은 전위, 중위 어느 곳에서나 공격이 가능하다.
- 남자 선수들은 후위에만 위치하고, 여자 선수들은 전, 후위 어느 곳에서나 위치할 수 있다.
- 21점을 먼저 선취한 팀이 승리한다. 단 일반적인 배구 경기와 같이 20-20 듀스가 되더라도 2점차 이상이 아니라 21점을 먼저 선취하면 이기게 된다.

### 경기 내용
올드스타 경기에서는 현역 프로팀 감독이 심판으로 나섰다. 진준택 인천 대한항공 점보스 감독이 주심으로, 박기원 구미 LIG손해보험 그레이터스 감독이 부심으로 나섰으며, 김호철 천안 현대캐피탈 스카이워커스 감독과 신치용 대전 삼성화재 블루팡스 감독, 이성희 인천 GS칼텍스 감독, 박삼용 대전 KT&G 아리엘즈 감독이 선심으로 나섰다. 올드스타들은 마음과 몸이 따로 움직이는 바람에 관중들의 폭소를 자아냈으며, 20-20 상황에서 지경희가 강타를 터뜨려 K-스타팀이 21-20으로 승리하였다.

## 올스타 경기
올스타 경기는 남녀 모두 각 포지션별 최다 득표자(레프트 및 센터 포지션은 2위까지 포함됨)와 KOVO 위원회의 추천을 받은 선수를 포함하여 한 팀에 13명의 선수로 구성되었다.

### 선수 구성

#### 남자부
- K-스타팀: 여오현, 안젤코 추크, 석진욱, 최태웅, 고희진, 신선호 (이상 대전 삼성화재 블루팡스), 이경수, 카이 반 다이크, 김요한, 하현용 (이상 구미 LIG손해보험 그레이터스), 김상기, 김철홍, 임동규 (이상 신협상무)
- V-스타팀: 한선수, 신영수, 김학민, 최부식, 김형우, 요슬레이데르 칼라 (이상 인천 대한항공 점보스), 이선규, 권영민, 윤봉우, 박철우, 임시형, 매튜 존 앤더슨 (이상 천안 현대캐피탈 스카이워커스), 최석기 (수원 KEPCO 45)

#### 여자부
- K-스타팀: 박경낭, 한유미, 양효진, 아우리 (이상 수원 현대건설 그린폭스), 김민지, 배유나, 이숙자, 정대영, 남지연, 데라 크루즈 (이상 인천 GS칼텍스), 밀라, 최윤옥, 이보람 (이상 구미 한국도로공사 EX)
- V-스타팀: 황연주, 김연경, 이효희, 카리나 오카시오, 조상희, 전민정, 김혜진 (이상 천안 흥국생명 핑크스파이더스), 김사니, 지정희, 김세영, 한은지, 나지 마리안, 최주희 (이상 대전 KT&G 아리엘즈)

### 로컬 룰
남녀부 모두 아래와 같이 올스타전 로컬 룰을 적용하였다.
- 일반적인 배구 경기와 달리 3세트까지 득점한 점수를 합산한 점수가 많은 팀이 승리한다.
- 1, 2세트는 25점을, 3세트는 15점을 먼저 선취하는 팀이 승리한다.
- 공식 배구 규칙에 의하여 공격이 불가능한 수비 전문 선수 리베로도 어느 곳에서나 공격이 가능하다.
- 선수 교체를 무제한으로 할 수 있다.
- 1, 2세트에서의 두 번의 테크니컬 타임 아웃이 이루어지는 것은 동일하나 감독에 의한 작전 타임은 1회 요청만 가능하다.
- 한 팀에 감독 3명(혹은 2명)을 두며, 이들은 각 세트마다 번갈아가며 작전 지시를 할 수 있다.

## 경기 결과

### 남자부
| 남자부 | K-스타팀 | 2 | 23 - 25 25 - 21 15 - 13 | 1 | V-스타팀 |

### 여자부
| 여자부 | K-스타팀 | 2 | 25 - 19 23 - 25 15 - 11 | 1 | V-스타팀 |

## 스파이크 서브 콘테스트
남녀부 모두 경기 중 스파이크 서브 대회가 열렸다. 남자부는 111km를 기록한 대전 삼성화재 블루팡스의 외국인 선수 안젤코 추크가 차지했고, 여자부는 94km를 기록한 천안 흥국생명 핑크스파이더스의 외국인 선수 카리나 오카시오가 차지했다. 특히 카리나는 역대 여자 스파이크 서브 퀸 대회 최고 기록을 세우며 우승을 차지하였다.(종전 기록은 힐스테이트 2006-2007 V-리그 올스타전에서 흥국생명의 케이티 윌킨스가 기록한 92km임)

## 그 밖의 볼거리
경기 중에는 인천 대한항공 점보스의 외국인 선수 요슬레이데르 칼라가 재치있는 세리머니로 눈길을 끌었으며 대전 삼성화재 블루팡스의 외국인 선수 안젤코 추크 선수도 대걸레를 들고 포즈를 취하는 등 관중들에게 즐거움을 선사했다. 박철우는 1세트때 강한 스파이크 서브가 아닌 아리랑 서브를 넣으며 웃음을 안겨 주었고, 이선규는 블로킹을 성공한 후 상대편 진영으로 넘어와서 위로해 주는가 하면 대전 삼성화재 블루팡스의 고희진 선수는 속공을 성공시킨 후 세터 김상기에게 거수 경례를 하는 등 올스타전에 나온 선수들이 평소에는 볼 수 없는 모습을 보여주었다.

## 같이 보기
- NH농협 2008~2009 V-리그